# Anja Pärsonová
Anja Sofia Tess Pärsonová (švédsky Anja Sofia Tess Pärson, * 25. dubna 1981 v Tärnaby) je švédsko-sámská bývalá lyžařka. Je olympijská vítězka a desetinásobná mistryně světa. V roce 2007 se stala první sjezdařkou, která vybojovala titul mistryně světa ve všech pěti disciplínách; více medailí z MS než Pärsonová má pouze Němka Christl Cranzová, ve Světovém poháru jí s 42 triumfy patří páté místo v historii.

## Kariéra
K závodnímu lyžování jí přivedl její otec Anders Pärson, který byl také jejím trenérem. Závodila za klub z města Tärnaby, odkud pocházel i legendární slalomář Ingemar Stenmark.
Zpočátku se specializovala výhradně na točivé disciplíny. Slalom světového poháru poprvé vyhrála v roce 1998 v americkém středisku Mammoth Mountain, hned v první sezóně ve světovém poháru, ale na další vítězství musela čekat celé tři roky. V celkovém pořadí slalomu obsazovala již v prvních sezónách třetí místa a na mistrovství světa v roce 2001 korunovala své slalomové snažení titulem světové šampionky.
Rychleji ale pokračoval její vzestup v obřím slalomu, přestože první vyhrála až v lednu 2003 v Cortině d'Ampezzo. Do konce sezóny 2002–03 ale vyhrála další dva obří slalomy a vybojovala první malý křišťálový glóbus za vítězství ve Světovém poháru v této disciplíně. Ve slalomu byla druhá a v absolutní klasifikaci skončila třetí.
Mezitím už absolvovala svou premiéru na zimních olympijských hrách v Salt Lake City. V obřím slalomu skončila druhá za suverénkou her Janicou Kosteličovou, ve slalomu třetí.
Na mistrovství světa v roce 2003 vybojovala zlato v obřím slalomu, vyhrála absolutní klasifikaci světového poháru v roce 2004 společně s vítězstvími v pořadí slalomu a obřího slalomu. Celkové vítězství obhájila v roce 2005, i když v jednotlivých disciplínách dosáhla maximálně jen na konečné druhé místo v obřím slalomu. Svou největší soupeřku Janicu Kosteličovou porazila v nejtěsnějším souboji historie o pouhé tři body. Na mistrovství světa v roce 2005 ale vybojovala zlato nejen v obřím slalomu, ale také v super-G, což jen dokazovalo její velké zlepšení v rychlostních disciplínách. Když o rok později vyhrála poprvé i sjezd, stala se jednou z nemnoha sjezdařek, které vyhrály ve světovém poháru závody ve všech čtyřech disciplínách.
Díky tomu patřila mezi favoritky všech disciplín na Zimních olympijských hrách 2006 v Turíně. Po bronzu ze sjezdu to platilo hlavně o kombinaci, kde ale získala také jen bronz, ze kterého byla velmi zklamaná. Až v závěru her si spravila náladu vítězstvím ve slalomu před Rakušankami Hospovou a Schildovou. Na konci sezóny získala také potřetí v životě světový pohár v obřím slalomu.
Na Mistrovství světa v alpském lyžování 2007 v domácím prostředí v Åre vyhrála Pärsonová hned úvodní disciplínu superobří slalom, i když od jejího posledního vítězství ve světovém poháru uplynulo jedenáct měsíců. Vzápětí doplnila i vítězství v superkombinaci a sjezdu, ale tím se její cesta za dalšími vítězstvími zastavila. Obří slalom nedokončila, ve slalomu obsadila třetí místo a v týmové soutěži pomohla Švédsku ke stříbru.
Na Zimních olympijských hrách 2010 v Vancouveru startovala ve sjezdu, v kombinaci a v super-G. Hned v první disciplíně ve sjezdu však těsně před cílem utrpěla velmi těžký pád (po téměř 60 metrů dlouhém letu vzduchem) a její další start v následujících závodech byl ohrožen. Přesto však dokázala o dva dny později získat další olympijskou medaili v alpské kombinaci.
Vleklé zdravotní problémy s levým kolenem ji donutily v březnu 2012 po finále Světového poháru ve Schladmingu ukončit aktivní kariéru.

## Soukromý život
Deset let žila v Monaku, po ukončení sportovní kariéry se vrátila do Švédska. V červnu 2012 v rozhovoru pro Švédské rádio (Sveriges Radio) uvedla, že žije s o osm let starší partnerkou Filippou, s níž se seznámila v roce 2005. Dne 4. července 2012 partnerka Pärsonové porodila syna.

## Ocenění
V roce 2006 obdržela Zlatou medaili deníku Svenska Dagbladet, udělovanou maximálně dvakrát za život Švédům za jejich výjimečný sportovní výkon.